# Plopii-Slăvitești
Plopii-Slăvitești est une commune du județ de Teleorman en Roumanie.